# وادخود
وادخود جماعت و شهرکی در جنوب شرقی کشور تاجیکستان است که در ناحیهٔ ونج ولایت مختار کوهستان بدخشان قرار دارد. جمعیت این جماعت ۱۹۴۴ است.